# Facultad de Derecho (Valencia)
El antiguo edificio de la Facultad de Derecho (hoy Facultad de Filosofía y Ciencias de la Educación) está situado en la Avenida Blasco Ibáñez n.º 30 de la ciudad de Valencia (España). Fue construido en 1958 con proyecto del arquitecto Fernando Moreno Barberá.

## Descripción
La facultad de Derecho está formada por distintas piezas que se despliegan ocupando los bordes de la parcela a modo de L, junto a dos vías de menor sección y buscan su propia relación con la alineación de la avenida Blasco Ibáñez, como ocurre en la mayoría de los edificios singulares recayentes a ésta. En este caso los edificios de aulas, biblioteca y aula magna, de dos alturas, responden a los viales secundarios y el edificio de seminarios (Departamentos), de gran escala con ocho alturas, y el bajo del edificio de aulas crean un espacio ajardinado previo, que enfatiza el espacio del zaguán, donde se sitúa la entrada del edificio bastante alejada de la alineación de la avenida. 
El programa del edificio es docente y representativo que incluye en planta baja, vestíbulo, despachos y oficinas, archivos, sala de alumnos, cafetería y servicios. La planta primera es para aulas, incluida el Aula Magna, biblioteca, decanato, sala de juntas y profesores. El resto de plantas es para seminarios (Departamentos). 
La estructura de los edificios es de hormigón armado, utilizando vigas metálicas para salvar las grandes luces. Las diferentes fachadas se resuelven con una total diversidad, atendiendo básicamente a factores de orientación. Para las fachadas norte se emplea un muro cortina de superficies acristaladas sujetadas con perfiles metálicos, mientras que en las caras soleadas se organiza un sistema de protección mediante brise-soleils de hormigón.
Respecto a la implantación del edificio, éste no se resuelve mediante una solución en bloque compacto, sino que existe una voluntad de jerarquización y de tratamiento de los espacios y de los programas: Con esta obra se experimenta una nueva manera de entender el paisaje urbano puesto que la edificación abierta se relaciona con el espacio público de la ciudad mediante zonas ajardinadas, anteponiéndolas incluso ante un paseo arbolado. Se trata de una arquitectura que se resuelve mediante piezas de diferentes escalas cuidadosamente articulados: los bloques bajos con fachadas a calles secundarias asumen la consideración de esta escala urbana, el bloque alto, con fachada al jardín y a la avenida, responde con su dimensión a esta amplitud perceptiva. 
En el orden funcional, todas las unidades programáticas del edificio se refieren a un único punto de articulación que sirven de enlace de unas con otras. Es muy claro el esquema funcional, con la identificación de cada una de las piezas integrantes del conjunto con su función específica teniendo una escala adecuada: bloque bajo de aulas, bloque alto de departamentos, aula magna y biblioteca exentas. La funcionalización de los espacios sigue siendo eficaz, a pesar de que la actual masificación estudiantil ha desbordado por completo los planteamientos originales del proyecto.
Resulta muy innovador el tratamiento de las fachadas considerando las orientaciones y las cartas solares con el enunciado de soluciones y de materiales distintos según sean estos condicionantes. La formalización de las fachadas con la retícula de parasoles de hormigón y el juego de luces y sombras que crea, confiere una potente identidad formal a los edificios.